# Honungsros
Honungsros (Rosa helenae) är en rosväxt som beskrevs av Alfred Rehder och E.H. Wilson. Arten ingår i släktet rosor och familjen rosväxter. Inga underarter finns listade i Catalogue of Life.